# Doloploca buraetica
Doloploca buraetica är en fjärilsart som beskrevs av Otto Staudinger 1892. Doloploca buraetica ingår i släktet Doloploca och familjen vecklare. Inga underarter finns listade i Catalogue of Life.